# Kendice
Kendice (in ungherese Kende) è un comune della Slovacchia facente parte del distretto di Prešov, nella regione omonima.